# Dominika Strumilo
Dominika Strumilo est une joueuse de volley-ball belge née le 26 décembre 1996 à Saint-Nicolas. Elle mesure 1,87 m et joue au poste de réceptionneuse-attaquante.

## Clubs
| Club                      | De        | À         |
| ------------------------- | --------- | --------- |
| Asterix Kieldrecht        | 2013-2014 | 2015-2016 |
| Dresdner SC               | 2016-2017 | 2017-2018 |
| Vandœuvre Nancy VB        | 2018-2019 | 2018-2019 |
| Teodora Pallavolo Ravenna | 2019-2020 | 2019-2020 |
| Sarıyer Belediyesi        | 2020-2021 | …         |

## Palmarès
- Championnat de Belgique
  - Vainqueur : 2014, 2015, 2016.
- Coupe de Belgique
  - Vainqueur : 2014, 2015, 2016.
- Supercoupe de Belgique
  - Vainqueur : 2014.
  - Finaliste : 2015.
- Supercoupe d'Allemagne
  - Finaliste : 2016.
- Coupe d'Allemagne
  - Vainqueur : 2018.